# 井上正大
井上正大（日语：／ Inoue Masahiro，1989年3月20日—），日本男演員，出生於日本神奈川縣橫濱市綠區，身高182cm。現為日本動畫公司AIC RIGHTS的社長。

## 個人資料
- 興趣：體育、少林寺拳法、魔方（2分22秒完成6面）
- 特技：棒球、網球、游泳

## 演出

### 電視劇
| 播出日期 | 電視台                | 劇名                                                           | 角色                    | 備註                   |
| --- | --------------------- | -------------------------------------------------------------- | ----------------------- | ---------------------- |
| 2009年 | 朝日電視台            | 假面騎士Decade                                                 | 門矢士 / 假面騎士Decade | 主演                   |
| 2009年1月31日 | 朝日電視台            | 假面騎士G                                                      | 門矢士 / 假面騎士Decade | 聲演                   |
| 2009年7月19日 | 朝日電視台            | 侍戰隊真劍者                                                   | 門矢士 / 假面騎士Decade |                        |
| 2009年10月12日 | TOKYO MX/神奈川電視台 | 偉人の来る部屋 第二話                                          | 宮本武蔵                |                        |
| 2009年11月13日 | 朝日放送/朝日電視台   | Untouchable第五話                                              | 高城 健                 |                        |
| 2010年1月 - 3月 | TOKYO MX/神奈川電視台 | TAXMEN                                                         | ニコ                    | 主演                   |
| 2010年4月 - 6月 | 讀賣電視台/日本電視台 | 高爾夫選手之花                                                 | 今出川 順               |                        |
| 2010年7月 - 9月 | 富士電視台            | JOKER私法正義                                                  | 武本 寬治               |                        |
| 2010年10月 － 12月 | 富士電視台            | 飛特族、買個家                                                 | 手島 信二               |                        |
| 2011年7月18日 - 9月19日 | 東京電視台            | IS~既非男亦非女的性別~(暫定)（IS～男でも女でもない性～（仮）） | 伊吹 憲次               |                        |
| 2012年7月28日 - 9月29日 | BS朝日                | 青空之卵                                                       | 坂木司                  | 與阿久津愼太郎共同主演 |
| 2013年9月22日 - 9月29日 | 朝日電視台            | 假面騎士Wizard                                                 | 門矢士 / 假面騎士Decade |                        |
| 2015年4月3日 | 东京电视台            | 牙狼〈GARO〉-Goldstorm- 翔                                     | ジンガ(神牙)            |                        |
| 2018年10月4日 | TOKYO MX              | 神之牙-JINGA-                                                  | 御影神牙 / ジンガ(神牙) |                        |
| 2018年12月2日 - 12月9日- 12月16日- 12月23日(第13～16話)/2019年3月17日-3月24日(第27～28話)/5月26日-6月2日(第37～38話)/6月30日-7月7日- 7月14日- 7月21日-7月28日(第41～45話)/8月11日-8月18日-8月25日(第47～49話) | 朝日電視台            | 假面騎士ZI-O                                                   | 門矢士 / 假面騎士Decade |                        |

### 網絡電視劇
- 暑假的戀人～相冊中的他和她〜（2009年8月1日 - 8月31日、ameba blog）- 飾 金城龍治 (與加藤慶祐雙主演)
- DEATH GAME PARK（2010年、BeeTV） - 飾 岩井大吾 (與松坂桃李雙主演)
- 離別之戀（2010年） - 飾 阿部亮太
- Blizzard（2011年） - 飾 黑澤拓已
- 春假的戀人（2011年3月） - 飾 主角・湯淺剛
- Baby Steps ~網球優等生~（2016年8月） - 飾 大林良
- 永不終結的世界（2019年3月） - 飾 牧野
- RIDER TIME 幪面超人時王 VS 帝騎 / 7人的ZI-O！（2021年2月9日 - 21日、TELASA） - 飾 主角・門矢士 / 幪面超人帝騎 [2]（奧野壯與W雙主演[3]）
- RIDER TIME 幪面超人帝騎 VS ZI-O / 帝騎館的死亡遊戲（2021年2月9日 - 21日、東映特撮ファンクラブ） - 飾 主角・門矢士 / 幪面超人帝騎[2]（奧野壯與W雙主演[3]）
- 早安、沉睡的獅子（2022年4月23日配信、光TV）- 飾 平賀遊[4]
- 華衛士F8ABA6吉薩利斯（2023年5月17日 - 2023年7月23日、YouTube） - 飾 主角・吉薩利斯
- 假面騎士GOTCHARD VS 假面騎士LEGEND（2023年11月26日） - 聲演 假面騎士Decade [5]
- No.1戰隊豪獸者 週年紀念日討論會（2025年2月9日、東映特攝YouTube Official） - 聲演 假面騎士Decade [6]

### 電影
- 《超·假面騎士電王&Decade 新世代 鬼岛的战舰》（2009年5月1日）- 飾 門矢士 / 假面騎士Decade
- 劇場版 假面騎士Decade 全騎士 VS 大修卡（2009年8月8日）- 飾 門矢士 / 假面騎士Decade（主演）
- 假面騎士×假面騎士W & Decade Movie大戰2010（2009年12月12日）- 飾 門矢士 / 假面騎士Decade（主演）
- ゼブラーマン -ゼブラシティの逆襲-（2010年5月1日）- 飾 浅野晋平
- メサイア「彌賽亞」（2011年10月15日公開、東映） - 飾 御津見珀
- 假面騎士x超級戰隊 超級英雄大戰（2012年4月21日）- 飾 門矢士 / 假面騎士Decade（主演）
- 「跆拳道魂之重生」﹝2014年2月﹞-飾 一色利通
- 平成騎士對昭和騎士 假面騎士大戰feat.超級戰隊（2014年3月29日） 飾 門矢士 / 假面騎士Decade
- 牙狼-GARO- 神ノ牙-KAMINOKIBA-（2018年1月6日、東北新社） - 飾演 神牙
- 假面騎士平成Generations Forever (2018年12月22日，東映) - 聲演 門矢士 / 假面騎士Decade
- 假面騎士GOTCHARD The Future Daybreak (2024年7月26日，東映) - 飾演 門矢士 / 假面騎士Decade[7]

### 綜藝節目
- オーラの泉（2009年4月11日、朝日電視台）
- 世界一受けたい授業（2009年6月27日、日本電視台）
- 有名人が集まる結婚相談所（2009年7月21日、日本電視台）

### 舞台劇
- 網球王子舞台劇
  - The Imperial Presence 冰帝feat.比嘉（2008年7月 - 9月）- 飾 跡部景吾

### 廣告
- 青山商事株式會社「洋服の青山 フレッシャーズスーツ」（2009年2月2日 - ）
- オロナミンC「親子でチャレンジ宣言」- 飾 假面騎士Decade（門矢士）（聲演）

### PV
- Gackt「Journey through the Decade」（2009年）
- Gackt「Stay the Ride Alive」（2009年）

### 電台
- おたママ倶楽部（2009年3月7日・14日）

### OV
- てれびくん全員サービスビデオ『仮面ライダーディケイド 超アドベンチャーDVD 守れ!<てれびくんの世界> 』（2009年）- 飾 門矢士 / 假面騎士Decade（主演）

### 雜誌
- TVstation『井上正大のマサにヒーロー!!』（2008年12月18日 - ）

## 作品

### 寫真集
- ファースト写真集 「19→20」（2009年3月20日、學習研究社）
- 「MA-TURAL」（2012年3月20日、ワニブックス ）

### CD
- Ride the Wind（2009年4月22日）- 假面騎士Decade插入歌
  - 作詞：藤林聖子 / 作曲・編曲：鳴瀬シュウヘイ / 歌：門矢士（井上正大）

## 相關網站
- 官方網站
- BLOG（页面存档备份，存于）
- 井上正大的X（前Twitter）
- 井上正大的Instagram帳戶
- YouTube上的GGE CHANNEL頻道

| 前任： 瀨戶康史 （假面騎士KIVA） | 日本假面騎士系列主騎士演員 假面騎士Decade 2009年1月25日-2009年8月30日 | 繼任： 桐山漣 菅田將暉 （假面騎士W） |